# Harmony (Washington)
Harmony az Amerikai Egyesült Államok északnyugati részén, Washington állam Lewis megyéjében elhelyezkedő önkormányzat nélküli település.
Harmony postahivatala 1890 és 1924 között működött.